# Deportivo Xerez
Der Xerez Club Deportivo, im deutschsprachigen Raum bekannt als Deportivo Xerez, seltener auch CD Xerez, ist ein spanischer Fußballverein aus Jerez de la Frontera, Andalusien. Gegründet wurde der Verein am 24. September 1947. Aktuell spielt der Club in der Tercera División.

## Geschichte

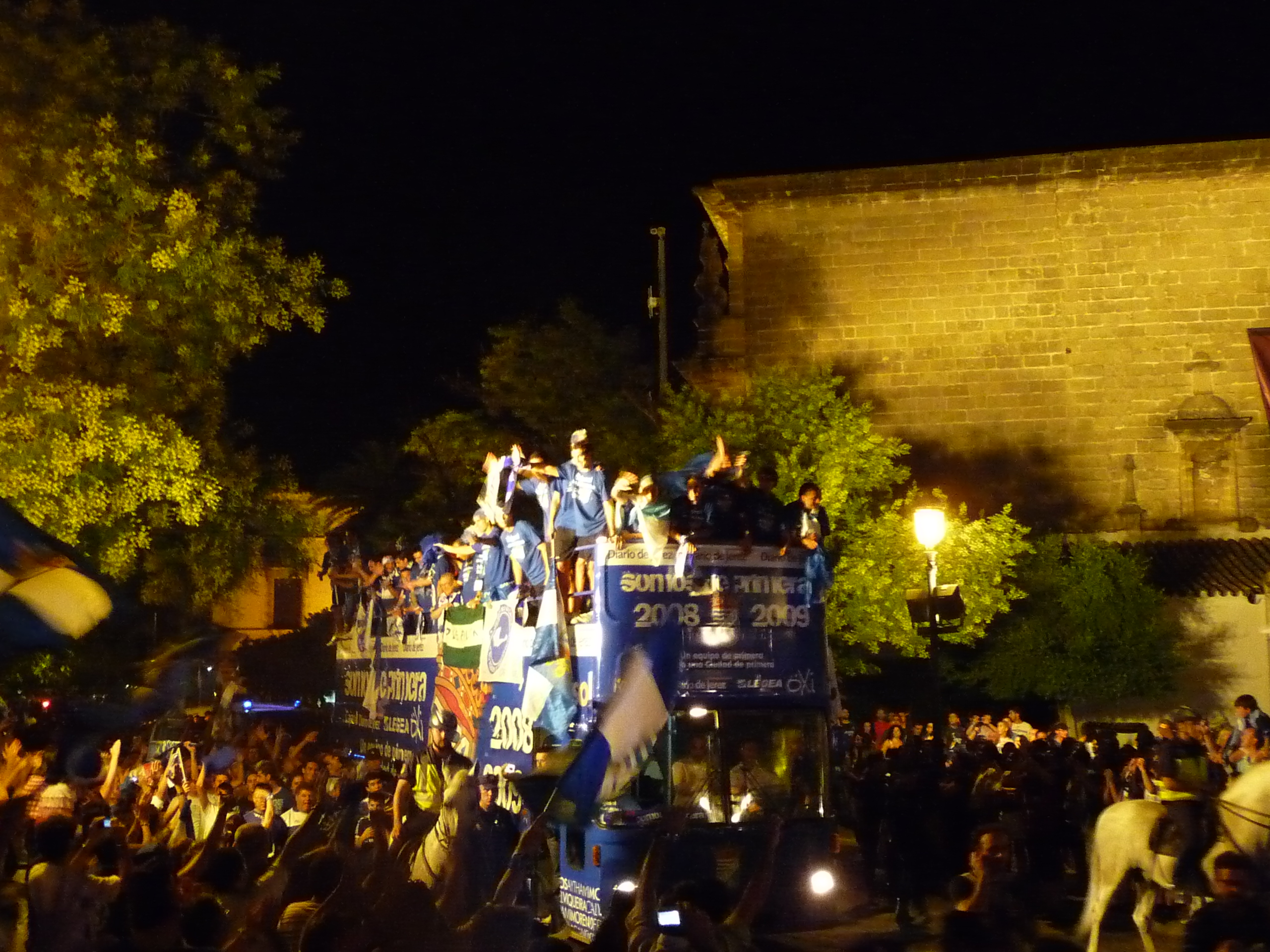
Aufstiegsfeier nach Ablauf der Saison 2008/09

Nach vielen Jahren in der Segunda División B (dritte Liga) und der Tercera División (vierte Liga) gelang in der Saison 2000/01 der Wiederaufstieg in die zweite Liga, die Segunda División. Fast wäre im Jahr darauf unter Trainer Bernd Schuster der sofortige Durchmarsch gelungen. Nach 34 von 42 Spieltagen der Saison 2001/02 lag Xerex noch sechs Punkte vor Racing Santander. Aber während Santander in den restlichen acht Spielen 17 Punkte holte, standen für den Aufsteiger nur noch sechs Zähler auf der Habenseite. Insgesamt kam Deportivo Xerez als Aufsteiger auf einen hervorragenden vierten Platz. Der tatsächliche Aufstieg in die Primera División glückte schließlich in der Saison 2008/09. Nach anhaltender Talfahrt und nur einem Sieg in der Hinrunde, entschieden die Klubverantwortlichen im Januar 2010, Trainer José Ángel Ziganda zu entlassen. Insgesamt erspielte die Mannschaft bis zu diesem Zeitpunkt der Spielzeit nur acht Punkte und war abgeschlagen auf dem letzten Tabellenplatz. Trotz einer deutlichen Leistungssteigerung stieg der Klub am Ende der Saison 2009/10 wieder in die Segunda División ab. In der Saison 2012/13 folgte der Absturz in die drittklassige Segunda División B. Nach weiteren Abstiegen bis in die fünftklassige División de Honor Andaluza spielt der Verein in der Saison 2023/24 in der Tercera División.

## Stadion
Die Heimspiele werden im Estadio Municipal de Chapín ausgetragen, welches am 10. Juli 1988 an der Stelle des früheren Stadions, dem Estadio Domecq, eingeweiht wurde. Der erste Gegner war Real Madrid in einem Freundschaftsspiel.

## Statistik
- Saisons in der Primera División: 1
- Saisons in der Segunda División: 25
- Saisons in der Segunda División B: 18
- Saisons in der Tercera División: 21

## Bekannte ehemalige und aktuelle Spieler
(Auswahl)
- Abel Enrique Aguilar (2007–2008; aktueller Nationalspieler Kolumbiens)
- Jozy Altidore (2009; aktueller Nationalspieler der USA)
- Antoñito (zwischen 2001 und 2006 für FC Sevilla aktiv)
- Aythami (ehemaliger Junioren-Nationalspieler Spaniens)
- Sergei Igorewitsch Dmitrijew (1991; ehemaliger Nationalspieler der UdSSR)
- Javier Camuñas Gallego (2004–2007)
- Daniel Güiza (1998–1999)
- Sidi Yaya Keita (aktueller Nationalspieler Malis)
- Alexander Kutschera (2001–2004, ehemaliger Spieler für TSV 1860 München und Eintracht Frankfurt u. a.)
- Aarón Ñíguez (2007–2008; später u. a. für Glasgow Rangers aktiv)
- Víctor Sánchez Mata (Leihgabe des FC Barcelona)
- Abel Gómez Moreno
- Vicente Moreno (seit 2000 über 300 Ligaspiele für Deportivo Xerez)
- Fabián Orellana (aktueller Nationalspieler Chiles)
- David Prieto (Leihgabe des FC Sevilla)
- Renan (2009–2010; ehemaliger Junioren-Nationalspieler Brasilis)
- Emilio José Viqueira (zwischen 1995 und 2000 für Deportivo La Coruña aktiv)

## Trainer

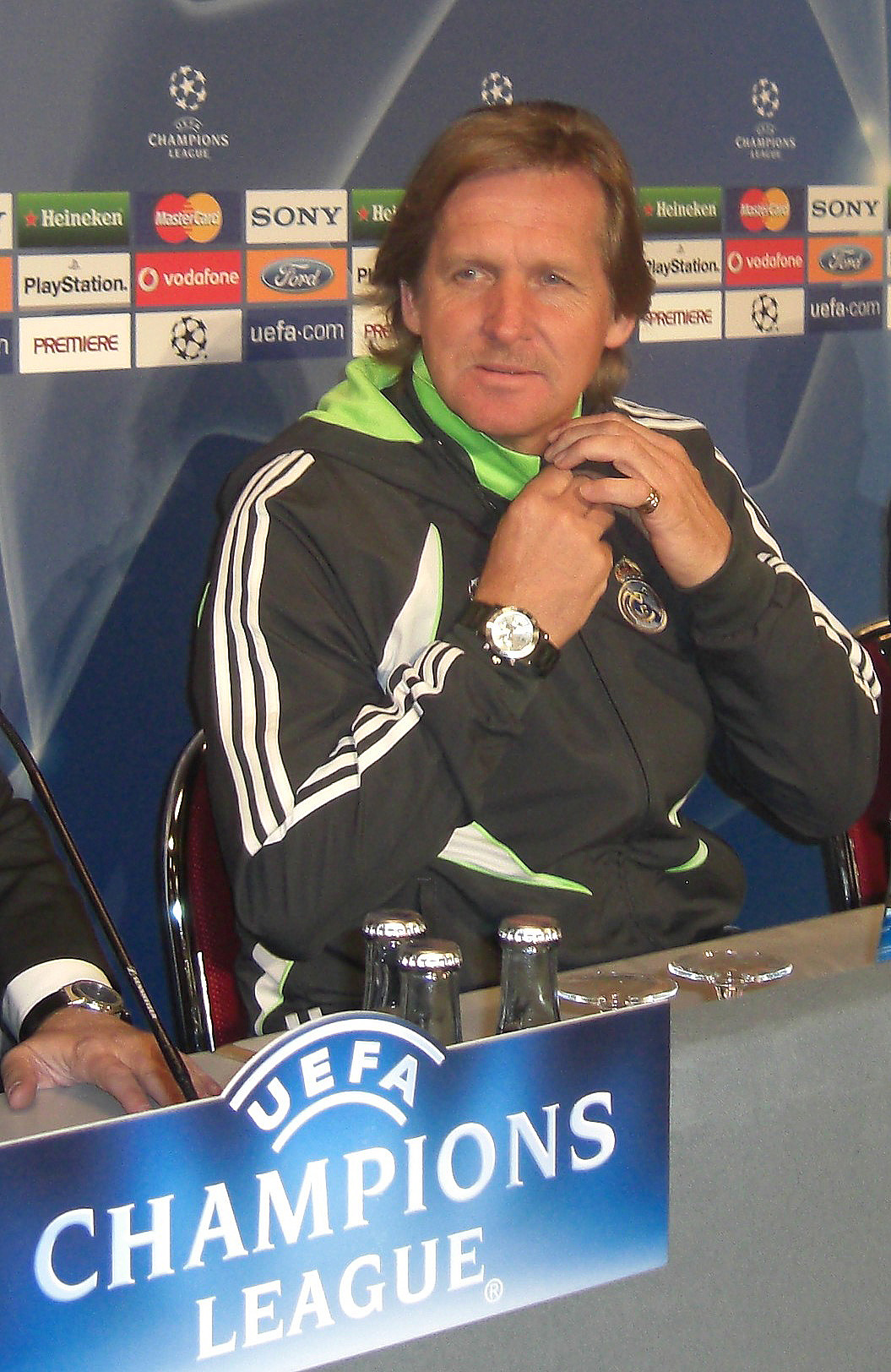
Bernd Schuster (2001–2003)

(unvollständig)
| Name                      | Zeitraum      |
| ------------------------- | ------------- |
| Carlos Orúe               | ?             |
| unbekannt                 | ?             |
| Antal Dunai               | 1981–1982     |
| unbekannt                 | ?             |
| Bernd Schuster            | 7/2001–6/2003 |
| Esteban Vigo              | 7/2003–6/2004 |
| Paco Chaparro             | 7/2004–6/2005 |
| Lucas Alcaraz             | 7/2005–6/2007 |
| José „Pepe“ Murcia        | 7/2006–6/2007 |
| Miguel Rondán             | 7/2007–2/2008 |
| Esteban Vigo              | 2/2008–6/2009 |
| José Ángel Ziganda        | 7/2009–1/2010 |
| Antonio Poyatos (Interim) | 1/2010–?      |
| Esteban Vigo              | 2/2021–       |

## Präsidenten
(unvollständig)
Erster Präsident von Deportivo Xerez wurde im September 1947 Sixto de la Calle Jiménez. Bis heute wechselte dieser Posten regelmäßig. Die bisher letzte Person, die die Position als Präsident innehatte, war Carlos de Osma. Er räumte den Platz Anfang Dezember 2009.
| Name des Präsidenten                | Zeitraum       |
| ----------------------------------- | -------------- |
| Sixto de la Calle Jiménez           | 9/1947–6/1948  |
| Luis Soto Domecq                    | 6/1948–7/1949  |
| Antonio Rueda Muñíz                 | 7/1949–3/1951  |
| Sixto de la Calle Jiménez           | 3/1951–5/1952  |
| Alberto Duran Tejera                | 5/1952–5/1954  |
| Rafael Cáliz Garrido                | 5/1954–3/1956  |
| José Benítez Lopez                  | 3/1956–6/1959  |
| Francisco Paz Genero                | 6/1959         |
| Jesús Grandes Pérez                 | 6/1959–6/1960  |
| Manuel Santolalla Romero-Valdespino | 6/1960–8/1961  |
| Pablo Porro Guerrero                | 8/1961–7/1963  |
| Francisco Paz Genero                | 7/1963–2/1964  |
| Pablo Porro Guerrero                | 2/1964–5/1966  |
| Rafael Cáliz Garrido                | 6/1966         |
| Heriberto Solinís Solinís           | 6/1966–7/1967  |
| Manuel Robles Cordero               | 7/1967–9/1968  |
| Andrés Reyes Zambrano               | 9/1968–11/1971 |
| José García Núñez                   | 11/1971–7/1972 |
| Spanien                             |                |
| Heliodoro Huarte Gorría             | 4/1989–4/1992  |
| Pedro Pacheco Herrera               | 4/1992–5/1997  |
| Luis Oliver Albesa                  | 5/1997–4/2002  |
| José María Gil Silgado              | 4/2002–12/2004 |
| Joaquín Morales Domínguez           | 6/2004–12/2008 |
| Joaquín Bilbao Nadal                | 12/2008–3/2009 |
| Carlos de Osma                      | 3/2009–12/2009 |
| vakant                              | Seit Dez. 2009 |